# 1407 Lindelöf
1407 Lindelöf је астероид главног астероидног појаса са пречником од приближно 20,98 .
Афел астероида је на удаљености од 3,543 астрономских јединица (АЈ) од Сунца, а перихел на 1,985 АЈ.
Ексцентрицитет орбите износи 0,281, инклинација (нагиб) орбите у односу на раван еклиптике 5,805 степени, а орбитални период износи 1678,537 дана (4,595 године).
Апсолутна магнитуда астероида је 10,60 а геометријски албедо 0,230.
Астероид је откривен 21. новембра 1936. године.